# Matra Marconi Space
Matra Marconi Space (MMS)  foi uma empresa aeroespacial franco-britânico.

## História
A Matra Marconi Space foi criada em 1990 como uma joint venture entre as divisões de espaço e de telecomunicações do Lagardère Group (Matra Espace) e o grupo GEC (Marconi Space Systems). A empresa resultante da fusão foi anunciada em dezembro de 1989 e foi detida 51% pela Matra e 49% pela GEC-Marconi. A mesma teria vendas anuais de £ 300 milhões, com £ 8,7 milhões no ativo da Marconi Space Systems e £ 10,7 milhões em ativos de Matra Espace.
Claude Goumy, o diretor-gerente da Matra Espace foi o primeiro diretor-geral. O primeiro vice-diretor administrativo foi Richard Wignall, o ex-diretor-gerente da Marconi Space Systems. A indústria espacial foi importante para a França - quase metade do orçamento da Agência Espacial Europeia (ESA) veio do governo francês.